# Hédi Ben Abdelkader
Pour les articles homonymes, voir Ben Abdelkader.
Hédi Ben Abdelkader, né le 20 mars 1918 et mort en février 2010, est un arbitre tunisien de football des années 1950 et 1960. Il officie de 1955 à 1965.
Il est considéré comme l'un des meilleurs arbitres tunisiens.

## Carrière militaire
Selon le site Leaders, il a aussi été un grand soldat qui, pendant la Seconde Guerre mondiale, s'engage dans les Forces françaises libres. Au lendemain de l'indépendance, il intègre la nouvelle armée tunisienne qu'il quitte une vingtaine d'années plus tard, ayant atteint l'âge de la retraite, avec le grade de capitaine.
Il consacre ses dernières années à la défense des droits des anciens combattants tunisiens et victimes de guerre de l'armée française.

## Carrière d'arbitre
Il a officié dans deux compétitions majeures :
- Coupe d'Afrique des nations 1963 (finale)
- Coupe de Tunisie 1965 (finale)